# González y Los Asistentes
González y Los Asistentes es una banda chilena de rock y música experimental, fundada en 1997 en Santiago de Chile por el poeta y músico penquista Gonzalo Henríquez, hermano menor de Álvaro Henríquez, vocalista y compositor de Los Tres.
En palabras de Gonzalo, el estilo de la banda mezcla la poesía recitada de influencia beat (Ginsberg, Kerouac, Burroughs) con la poética tradicional chilena, así como con el rock de personajes como Tom Waits o Nick Cave. Otra importante influencia de la banda es el movimiento estadounidense beatnik surgido a finales de la década de 1950.
Desde 2008 la banda comenzó a reunirse con el poeta Raúl Zurita para crear música a partir de sus poemas recitados. De este trabajo conjunto surgió el álbum Desiertos de amor (2011), que se ha presentado en directo en diversos recitales en Chile y Argentina.

## Integrantes
- Gonzalo Henríquez: voz, guitarra y percusión
- Claudio Klaus Espinoza: guitarra
- Christian Chumale Bravo: bajo
- Juan Pablo Rojas: batería
- Amaru Parra: congas

Salvo Parra, integrado a la banda en 2003, todos los demás miembros pertenecen a ella desde su creación en 1997.

## Discografía

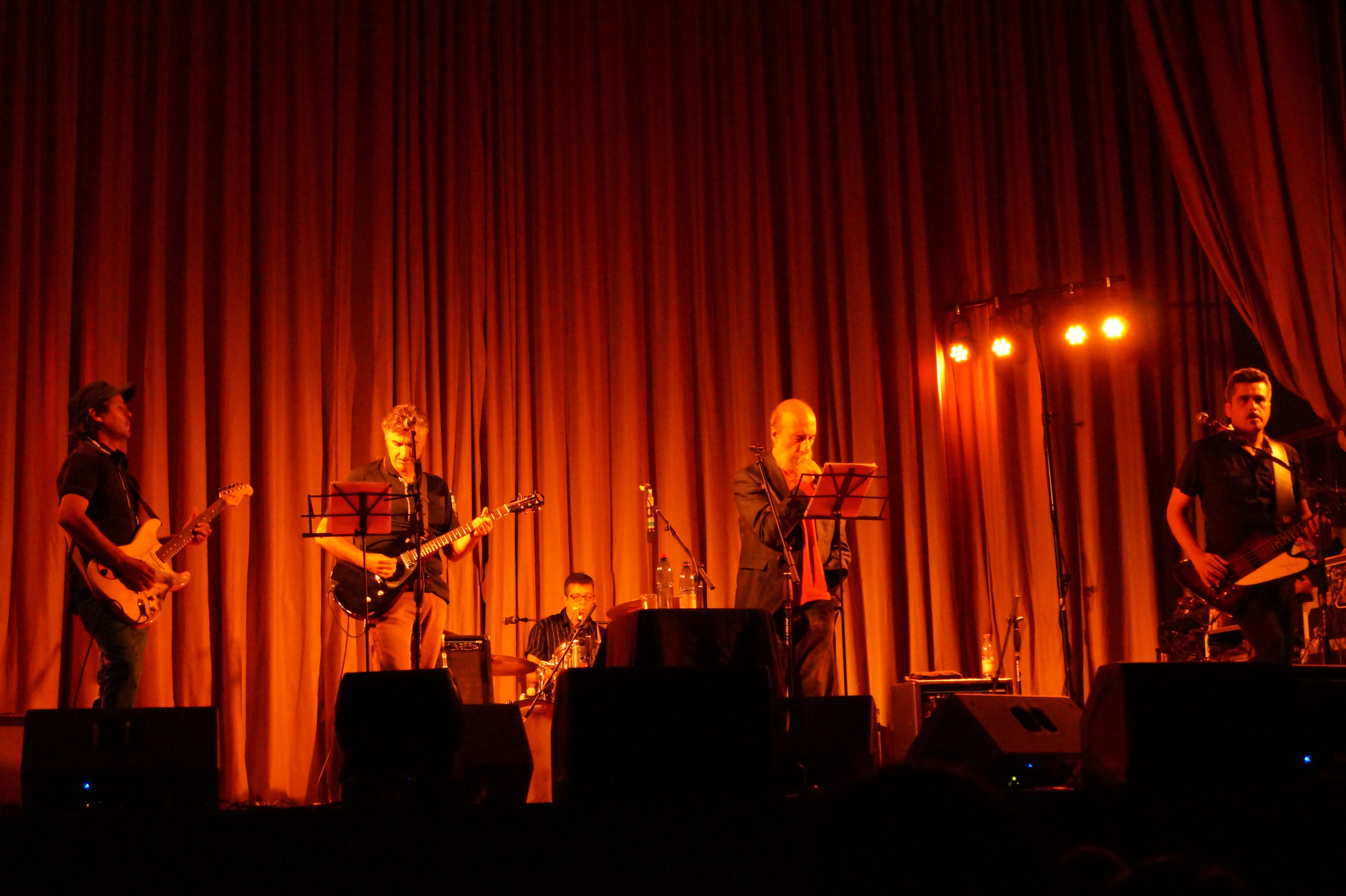
Presentación de Raúl Zurita y González y Los Asistentes en el Aula Magna de la Universidad de Valparaíso, 2017.

### Álbumes de estudio
- 2001: Cerrado con llave
- 2003: Repite conmigo
- 2011: Desiertos de amor (con Raúl Zurita)

### Recopilatorios y DVD
- 2005: Cecil Hotel

### Varios artistas
- 2001: La Yein Fonda II
- 2001: Estadio Nacional (banda sonora del documental homónimo de Carmen Luz Parot)
- 2003: Sexo con amor. La música que no acaba (banda sonora de la película Sexo con amor)